# Ethan-1,1-dithiol
Ethan-1,1-dithiol je organická sloučenina se vzorcem CH3CH(SH)2, bezbarvá kapalina vyskytující se v některých potravinách. Patří mezi geminální dithioly.

## Příprava
Ethan-1,1-dithiol lze připravit reakcí acetaldehydu se sulfanem; meziproduktem je 1-hydroxyethanthiol.

## Výskyt
Ethan-1,1-dithiol se tvoří při kvašení vinných hroznů.
Tato látka se podílí na zápachu durianu.

## Vlastnosti
V NMR spektru ethan-1,1-dithiolu se signály vyskytují ve třech oblastech, CH3, SH a CH, v poměru integrálních intenzit 3:2:1.

### Reakce
Ethan-1,1-dithiol se účastní několika reakcí, které ovlivňují aromata bílých vín. Za přítomnosti kyslíku se mění na cis/trans-3,6-dimethyl-1,2,4,5-tetrathian, který má gumovitou chuť. Jedná se o cyklus obsahující čtyři atomy síry a dva uhlíkové atomy, vytvořený propojením dvou molekul ethan-1,1-dithiolu přes atomy síry za odštěpení vodíku. Tato molekula může být dále oxidována na cis/trans-3,6-dimethyl-1,2,5-trithiolan, s vůní podobnou masu.
Ethan-1,1-dithiol reaguje se sulfanem za vzniku cis/trans-4,7-dimethyl-1,2,3,5,6-pentathiepanu, cyklu obsahujícího pět atomů síry a dva uhlíky; tato sloučenina vykazuje vůni připomínající maso.

## Použití a metabolismus
Ethan-1,1-dithiol se používá jako potravinářské ochucovadlo, přidává se například do nápojů, olejů, polévek, mas, koření a ovoce. Nejvyšší koncentrace považovaná za bezpečnou je (GRAS) 5×10−4 %, obvyklé hodnoty však bývají okolo 2×10−5 %. Dodáván bývá jako 1% roztok v ethanolu, protože v čisté podobě vydává silný zápach. Případná toxicita může být způsobena metabolizací na sulfan a acetaldehyd, projevuje se však vzácně. Dalšími způsoby metabolizace kromě hydrolýzy může být methylace za tvorby 1-(methylsulfanyl)ethan-1-thiolu a oxidace síry, jejímž produktem je ethylsulfonát, glukuronidace na atomu síry, případně navázání na cystein skrz disulfidové můstky.